# Пиил, Якоб
Якоб Сторм Пиил (дат. Jakob Storm Piil ; род. 9 марта 1973, в  Оденсе, Дания)  — датский профессиональный шоссейный и трековый велогонщик. Чемпион Дании в групповой гонке (2001).

## Достижения

### Шоссе
1995
1-й — Этапы 2 и 5 Cinturón a Mallorca
1997
1-й  Чемпион Дании — Командная гонка с раздельным стартом
1999
1-й - First Union Invitational
1-й - Классика Филадельфии
1-й - Тур Швеции — Генеральная классификация
1-й — Этап 2
1-й - Lancaster Classic
2-й - Гран-при Виллер-Котре
2000
1-й  Чемпион Дании — Командная гонка с раздельным стартом
2001
1-й  Чемпион Дании — Групповая гонка
1-й - Гран-при Марсельезы
1-й - Велогонка Мира — Генеральная классификация
1-й — Этапы 3 и 7
3-й - Гран-при кантона Аргау
2002
1-й — Этап 5 Велогонка Мира
1-й - Париж — Тур
1-й - Тур Дании — Генеральная классификация
1-й — Этап 1
2003
1-й - Colliers Classic
1-й — Этап 10 Тур де Франс
1-й - Lancaster Classic
2005
3-й - Эйндховенская командная гонка с раздельным стартом (вместе с командой Team CSC)
6-й - Чемпионат мира — Групповая гонка
2006
1-й — Этап 1 (ИГ) Международная неделя Коппи и Бартали
2-й - Gran Premio Industria e Commercio Artigianato Carnaghese
5-й - Бретань Классик

### Трек
1994
1-й  Чемпион Дании - Командная гонка преследования
1-й  Чемпион Дании - Гонка по очкам
1995
1-й  Чемпион Дании - Мэдисон (вместе с Ларсом Ольсеном)
1997
1-й Кубок мира по трековым велогонкам — Мэдисон (вместе с Тайебом Брайкиа), Афины, Греция
1-й  Чемпион Дании - Мэдисон (вместе с Микаэлем Сандстёдом)
1-й Шесть дней Гренобля (вместе с Тайебом Брайкиа)
2-й Кубок мира по трековым велогонкам — Командная гонка преследования, Афины, Греция
2-й Кубок мира по трековым велогонкам — Гонка по очкам, Аделаида, Австралия
1998
1-й  Чемпион Дании - Командная гонка преследования
3-й Кубок мира по трековым велогонкам — Командная гонка преследования, Виктория, Канада
3-й Кубок мира по трековым велогонкам — Мэдисон, Виктория, Канада
1999
2-й  Чемпионат мира — Мэдисон (вместе с Джимми Мадсеном)
2-й Кубок мира по трековым велогонкам — Командная гонка преследования, Кали, Колумбия
3-й Кубок мира по трековым велогонкам — Гонка по очкам, Фьоренцуола-д’Арда, Италия
2000
1-й  Чемпион Дании - Мэдисон (вместе с Джимми Мадсеном)
2005
1-й Шесть дней Копенгагена (вместе с Джимми Мадсеном)

## Статистика выступлений

### Гранд-туры
| Гранд-тур                 | 2001 | 2002 | 2003 | 2004 | 2005 |
| ------------------------- | ---- | ---- | ---- | ---- | ---- |
| Джиро д’Италия            | —    | —    | —    | —    | —    |
| Тур де Франс              | 117  | 125  | 113  | НФ   | —    |
| (c 2010 ) Вуэльта Испании | —    | —    | —    | —    | НФ   |

| —  | Не участвовал  |
| НФ | Не финишировал |